# Arquidiócesis de Goiânia
La arquidiócesis de Goiânia (en latín: Archidioecesis Goianiensis y en portugués: Arquidiocese de Goiânia) es una circunscripción eclesiástica de la Iglesia católica en Brasil. Se trata de la sede metropolitana de la provincia eclesiástica latina de Goiânia. La arquidiócesis tiene al arzobispo João Justino de Medeiros Silva como su ordinario desde el 9 de diciembre de 2021.

## Territorio y organización

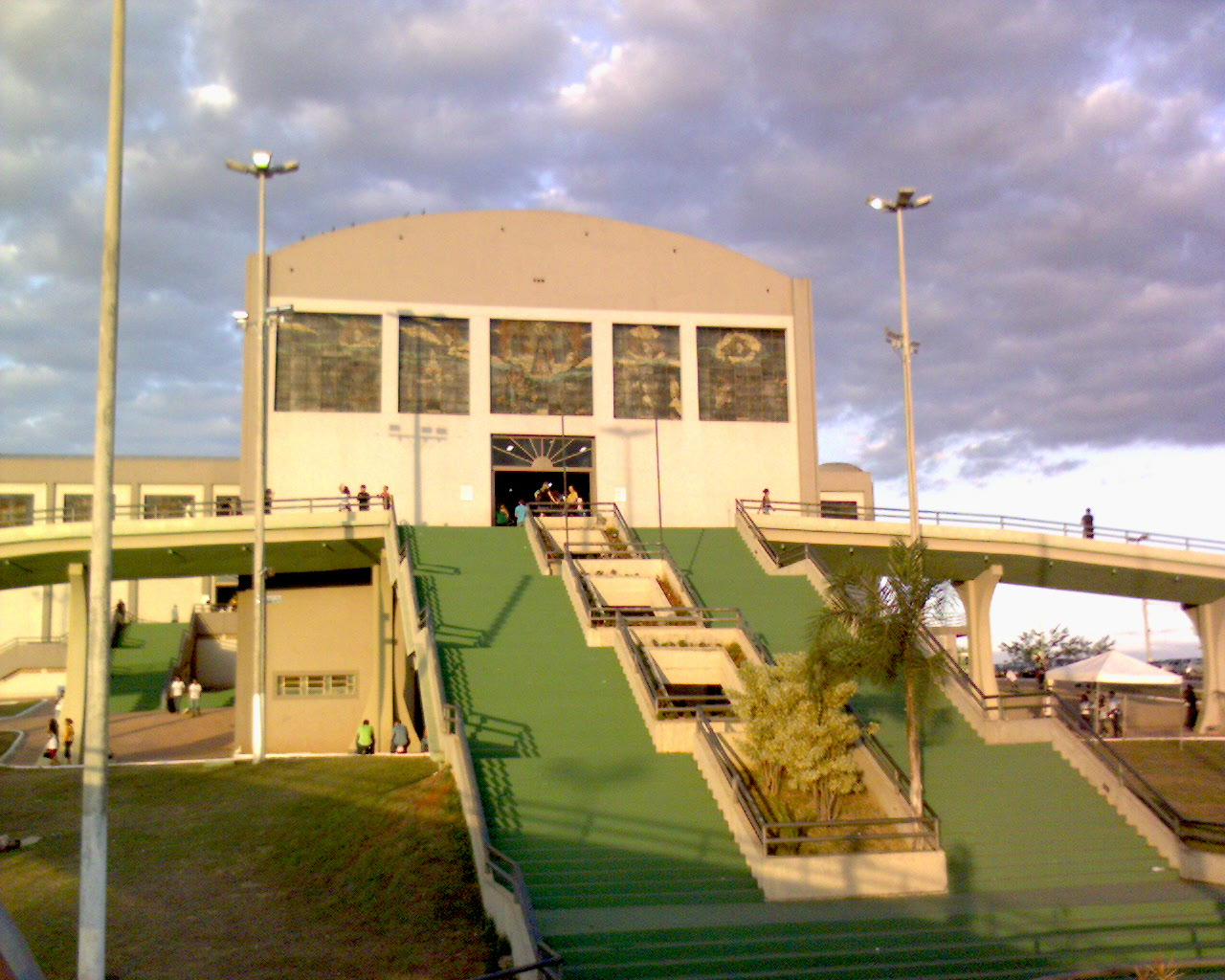
Basílica y santuario del Divino Padre Eterno, en Trindade

La arquidiócesis tiene 13 320 km² y extiende su jurisdicción sobre los fieles católicos de rito latino residentes en 26 municipios del estado de Goiás: Goiânia, Abadia de Goiás, Aparecida de Goiânia, Aragoiânia, Araçu, Bela Vista de Goiás, Bonfinópolis, Brazabrantes, Caldazinha, Campestre de Goiás, Caturaí, Cristianópolis, Goianira, Guapó, Hidrolândia, Inhumas, Itauçu, Leopoldo de Bulhões, Santa Bárbara de Goiás, Santo Antônio de Goiás, São Miguel do Passa Quatro, Senador Canedo, Silvânia, Trindade, Varjão y Vianópolis.
La sede de la arquidiócesis se encuentra en la ciudad de Goiânia, en donde se halla la Catedral de Nuestra Señora Auxilio de los Cristianos. En el territorio de la arquidiócesis se encuentran 2 basílicas menores: la basílica de Nuestra Señora del Perpetuo Socorro, en Goiânia, y la basílica y santuario del Divino Padre Eterno, en Trindade. Existen también otros 3 santuarios diocesanos: el santuario de Nuestra Señora del Perpetuo Socorro, en Campinas, el santuario de la Sagrada Familia, en Goiânia, y el de Nuestra Señora Aparecida, en Aparecida de Goiânia.
En 2019 en la arquidiócesis existían 119 parroquias agrupadas en 9 vicariatos: Centro, Leste, Senador Canedo, Campinas, Oeste, Aparecida de Goiânia, Inhumas, Silvânia y Trindade.
La arquidiócesis tiene como sufragáneas a las diócesis de: Anápolis, Goiás, Ipameri, Itumbiara, Jataí, Rubiataba-Mozarlândia y São Luís de Montes Belos.

## Historia
La arquidiócesis fue erigida el 26 de marzo de 1956 con la bula Sanctissima Christi voluntas del papa Pío XII, obteniendo el territorio de la arquidiócesis de Goiás, que al mismo tiempo perdió el rango de sede metropolitana a favor de Goiânia y pasó a ser una diócesis.
El 16 de enero de 1960 cedió una porción de su territorio para la erección de la diócesis de Brasilia (hoy arquidiócesis de Brasilia) mediante la bula Quandoquidem nullum del papa Juan XXIII.
El 25 de noviembre de 1961 cedió otra porción de su territorio para la erección de la prelatura territorial de São Luís de Montes Belos (hoy diócesis de São Luís de Montes Belos) mediante la bula Cum venerabilis del papa Juan XXIII.
El 11 de octubre de 1966 cedió otras porciones de territorio para la erección de las diócesis de Anápolis, Ipameri e Itumbiara mediante la bula De animarum utilitate del papa Pablo VI.
En 1967 la diócesis italiana de Sansepolcro abrió allí una misión diocesana, por iniciativa del obispo Abele Conigli, que funcionó hasta 1975.
En octubre de 1991 la arquidiócesis recibió la visita pastoral del papa Juan Pablo II.

## Estadísticas
De acuerdo al Anuario Pontificio 2020 la arquidiócesis tenía a fines de 2019 un total de 1 336 816 fieles bautizados.
| Año                                                                             | Población            | Población | Población      | Sacerdotes | Sacerdotes    | Sacerdotes    | Bautizados por sacerdote | Diáconos permanentes | Religiosos | Religiosos | Parroquias |
| Año                                                                             | Bautizados católicos | Total     | % de católicos | Total      | Clero secular | Clero regular | Bautizados por sacerdote | Diáconos permanentes | Varones    | Mujeres    | Parroquias |
| ------------------------------------------------------------------------------- | -------------------- | --------- | -------------- | ---------- | ------------- | ------------- | ------------------------ | -------------------- | ---------- | ---------- | ---------- |
| 1966                                                                            | ?                    | 354 360   | ?              | 91         | 22            | 69            | ?                        |                      |            |            | 22         |
| 1970                                                                            | 600 000              | 650 000   | 92.3           | 113        | 29            | 84            | 5309                     | 2                    | 108        | 274        | 34         |
| 1976                                                                            | 600 000              | 720 437   | 83.3           | 113        | 30            | 83            | 5309                     |                      | 122        | 269        | 37         |
| 1980                                                                            | 760 156              | 894 302   | 85.0           | 98         | 23            | 75            | 7756                     | 6                    | 110        | 240        | 38         |
| 1990                                                                            | 1 219 000            | 1 437 000 | 84.8           | 134        | 47            | 87            | 9097                     | 3                    | 172        | 292        | 59         |
| 1999                                                                            | 1 197 000            | 1 663 219 | 72.0           | 163        | 57            | 106           | 7343                     | 2                    | 214        | 378        | 59         |
| 2000                                                                            | 1 234 500            | 1 714 658 | 72.0           | 178        | 59            | 119           | 6935                     | 2                    | 226        | 408        | 61         |
| 2001                                                                            | 1 274 300            | 1 769 937 | 72.0           | 151        | 66            | 85            | 8439                     | 1                    | 192        | 442        | 61         |
| 2002                                                                            | 1 274 300            | 1 769 737 | 72.0           | 170        | 70            | 100           | 7495                     | 3                    | 229        | 413        | 62         |
| 2003                                                                            | 1 264 000            | 1 887 000 | 67.0           | 160        | 66            | 94            | 7900                     | 3                    | 204        | 417        | 64         |
| 2004                                                                            | 1 217 300            | 1 850 000 | 65.8           | 169        | 73            | 96            | 7202                     | 4                    | 247        | 417        | 66         |
| 2006                                                                            | 1 115 550            | 1 850 000 | 60.3           | 167        | 68            | 99            | 6679                     | 4                    | 254        | 346        | 68         |
| 2013                                                                            | 1 221 000            | 2 024 000 | 60.3           | 208        | 92            | 116           | 5870                     | 14                   | 215        | 348        | 112        |
| 2016                                                                            | 1 265 042            | 2 445 902 | 51.7           | 206        | 90            | 116           | 6140                     | 43                   | 200        | 333        | 117        |
| 2019                                                                            | 1 336 816            | 2 585 744 | 51.7           | 227        | 106           | 121           | 5889                     | 41                   | 178        | 285        | 119        |
| Fuente: Catholic-Hierarchy, que a su vez toma los datos del Anuario Pontificio. |                      |           |                |            |               |               |                          |                      |            |            |            |

## Episcopologio
- Fernando Gomes dos Santos † (7 de marzo de 1957-1 de junio de 1985 falleció)
- Antônio Ribeiro de Oliveira † (23 de octubre de 1985-8 de mayo de 2002 retirado)
- Washington Cruz, C.P. (8 de mayo de 2002-9 de diciembre de 2021 retirado)
- João Justino de Medeiros Silva, desde el 9 de diciembre de 2021